# Eglarest
Eglarest es un lugar ficticio que pertenece al legendarium creado por el escritor británico J. R. R. Tolkien y que aparece en su novela póstuma El Silmarillion. Junto a Brithombar, son los dos principales puertos élficos de la región de Beleriand, en la Tierra Media.

## Geografía
Eglarest se encuentra situado en las Falas, el área costera del oeste de Beleriand que es gobernada por Círdan el Carpintero de Barcos, y más concretamente en la desembocadura del río Nenning, al sur del puerto de Brithombar.

## Historia
El puerto fue construido antes de la Primera Edad del Sol (P. E.) y posteriormente fue reconstruido y amurallado con la ayuda de Finrod, señor de Nargothrond, tras del retorno de los Noldor a la Tierra Media. Sobre el cabo oeste del puerto, Finrod edificó una torre, Barad Nimras (‘torre del cuerno blanco’ en sindarin), para vigilar el Belegaer por si el vala Morgoth decidía atacarles por mar. Con la ayuda de los falathrim, nombre con el que se llamaba a los habitantes de Eglarest y en general de las Falas, los elfos de Nargothrond construyeron barcos con los exploraron la isla de Balar.
Después de la Nírnaeth Arnoediad, muchos elfos buscaron refugio en Eglarest, pero un año después, en 474 P.E., los ejércitos de Morgoth sitiaron y destruyeron los puertos. Si bien la mayoría de sus habitantes murieron o fueron hechos prisioneros, los pocos supervivientes huyeron a la isla de Balar o a las desembocaduras del río Sirion con Círdan.